# Allorhynchium argentatum
Allorhynchium argentatum är en stekelart som först beskrevs av Fabricius 1804.  Allorhynchium argentatum ingår i släktet Allorhynchium och familjen Eumenidae. Utöver nominatformen finns också underarten A. a. tigrinum.